# Райнер, Карл
Карл Ра́йнер (англ. Carl Reiner; 20 марта 1922, Бронкс, Нью-Йорк — 29 июня 2020, Беверли-Хиллз, Калифорния) — американский комик, актёр, режиссёр, сценарист и продюсер. Лауреат девяти премий «Эмми», а также премии «Грэмми».

## Биография
Родился в нью-йоркском боро Бронкс в еврейской семье Ирвинга и Бесси (урожд. Матиас) Райнер. Райнер начал свою карьеру в 1950-х гг. с участия в нескольких мюзиклах на Бродвее. Участвовал в нескольких популярных в то время телешоу. В 1959 году он разработал шоу под названием «The Dick Van Dyke Show», которое выходило в течение пяти сезонов. Появлялся в качестве актёра и в других телепроектах.
Сыграл значительную роль в начале карьеры Стива Мартина, был автором и режиссёром четырёх фильмов с его участием. Автор нескольких книг.
Зрителю начала XXI века Карл Райнер знаком прежде всего по роли импозантного мошенника Сола Блума в «Одиннадцати друзьях Оушена» (2001) и обоих его сиквелах (2004, 2007). Он снимался в комедии «Два с половиной человека», в качестве приглашенной звезды участвовал в ситкоме «Красотки в Кливленде».
24 декабря 1943 года Райнер женился на Эстель Лебост. Позднее она приобрела определённую популярность как актриса кино и телевидения и певица. Они были женаты почти 65 лет, вплоть до самой её смерти в 2008 году. На момент заключения брака ему был 21 год, а ей 29. Эстель Райнер умерла естественной смертью у себя дома 25 октября 2008 года в возрасте 94 лет. Отец троих детей: кинорежиссёра Роба Райнера (род. 1947), писательницы Энни Райнер (род. 1949) и художника Лукаса Райнера (род. 1960).
29 июня 2020 года Райнер скончался по естественным причинам в своём доме в Лос-Анджелесе. Ему было 98 лет.